# Ambrogio Dellachà
Ambrogio Dellachà (Novi Ligure, 1824 – Torino, 1916) è stato un imprenditore e filantropo italiano.
Fu uno dei principali artefici dell'industria del fiammifero e, pur non essendone l'inventore, ne migliorò e sviluppò di continuo l'industria.

## Biografia

### Giovinezza
Nato da antica famiglia ligure, fin dalla giovinezza dimostrò insofferenza alla ristretta cerchia del luogo natio e desiderio di provare un ambiente più vasto e più stimolante. Non appena si sentì maturo, se ne andò a Torino, capitale del piccolo Regno di Sardegna. I primi anni furono durissimi, ma Torino era la sola delle città sabaude, e una delle poche in Italia, dove si fabbricavano fiammiferi. Ambrogio aveva assistito alla lavorazione e al confezionamento di quel prodotto allora ancora rudimentale ma di fondamentale importanza. Il suo intento divenne rivendicare all'Italia, che si avviava verso la propria unità, l'indipendenza in un'industria che fino allora riguardava quasi esclusivamente l'estero, specialmente l'Austria e la Francia, che esportava all'Italia, a carissimo prezzo, i Bricchetti di Vienna e i Cerini di Marsiglia. Cominciò quindi a consacrare le proprie energie a questo ideale, studiando, vegliando, sperimentando e viaggiando moltissimo; «ed è mercé gli studi, le veglie, gli sperimenti, i viaggi, mercé, in una parola, il forte volere e l'assiduo operare che meritò all'Italia, nell'industria dei fiammiferi, un invidiabile primato fra le maggiori nazioni del mondo». Affezionato alla sua città natale, volle far ricadere su di essa il benessere e la prosperità di un'industria che gli sembrava potesse offrire grandi potenzialità. Novi Ligure sembrava essere un ottimo centro di sviluppo industriale, per la vicinanza al porto di Genova, ai valichi alpini e anche per la recente quanto effimera annessione al Regno di Sardegna dei Ducati di Piacenza e Parma (7 maggio 1848). Dellachà tentò d'impiantare lì il suo primo stabilimento, ma il suo sforzo fallì.

### L'avvio della produzione di fiammiferi
Si trasferì allora a Torino, dove a partire dal 1860 si dedicò all'industria dei fiammiferi. Nel 1865 avvenne il grande cambiamento. Per lo spostamento della capitale da Torino a Firenze era rimasto libero un vasto fabbricato militare in via Palestro, già appartenuto all'antica tessitura Musy. Ambrogio Dellachà ne acquisì dal Comune la proprietà, ampliò la struttura e trasformò l'edificio in fabbrica di fiammiferi. Poterono uscire così le prime scatole di fiammiferi di cera, che non tardarono a conquistare le simpatie dei mercati e persino la preferenza alle marche di Vienna e di Marsiglia.
Nel 1871 Dellachà introdusse la fototipia nelle decorazioni delle scatolette, col risultato di renderle ricercate, di farne un potente mezzo di divulgazione delle bellezze artistiche dell'Italia, in gran parte sconosciute alla gente comune, di segnare la fine di una moda secondo la quale le scatole erano espressione di pensieri indecenti. Ci vollero ben due anni di prove e di studi per riuscire nell'applicazione della fototipia a decorazione delle custodie dei fiammiferi e per ridurre il costo della fototipia di poco superiore alla litografia. 
Solamente nel 1873 poté mettere in vendita questa innovazione e presentarla alla Esposizione universale di Vienna, dove ottenne dalla Giuria speciale lusinghieri encomi e la medaglia al progresso.
A partire dal 1870 l'industriale aveva istituito a proprie spese una scuola serale e una domenicale per i suoi operai, molti dei quali erano analfabeti. 
Nel 1876 nello stabilimento non c'era più un analfabeta. Quello stesso anno il Ministero della pubblica istruzione si compiacque col Dellachà consegnandogli 200 lire a titolo di sovvenzione. Dellachà ringraziò il Ministero dell'attenzione e destinò il sussidio all'Asilo infantile, volendosi assumere da solo il carico dell'istruzione. Egli inoltre ha sempre sovvenzionato i suoi operai ammalati: mediante un fondo di 1 000 lire da lui elargito e con altre sovvenzioni che seguirono, Dellachà istituì per gli operai del suo stabilimento una Società di mutuo soccorso, che aveva due medici pagati dalla Cassa e nel 1898 annoverava 650 soci. Sempre a tutela degli operai della fabbrica, stabilì un corpo di pompieri fatti appositamente istruire da un capo pompiere di Torino.

### Attività all'estero
L'esportazione italiana di fiammiferi prima del 1870 era quasi nulla; i grandi mercati dell'America erano in possesso della Francia e della Svezia. Le prime spedizioni del Dellachà (all'estero le nuove marche avevano poco credito) incontrarono grandi difficoltà a farsi strada; tuttavia la marca A. Dellachà, grazie all'ottima qualità del prodotto, alla perfezione delle custodie e alla bellezza delle decorazioni, in poco tempo prese notevole sviluppo.
Per nove anni l'attività continuò: n'erano prova le forti vendite nell'Argentina, tanto che per la superiorità della marca nei listini veniva segnata a prezzo sempre maggiore rispetto alle altre marche. Nel frattempo il 28 agosto 1877 un devastante incendio aveva costretto l'imprenditore a trasferire la sua fabbrica in via Cernaia 28.
A compromettere il lavoro di Dellachà, nel febbraio 1882 il governo argentino, per favorire una fabbrica locale, elevava il dazio d'importazione dei fiammiferi dal 32 a 92 per cento. Esaminata la legge, rilevò che il dazio colpiva los fosforos, senza accennare alle scatolette. Subito il Dellachà telegrafò al fratello Stefano, là stabilitosi, di acquistare a qualunque prezzo un grande fabbricato e di farlo immediatamente convertire alla fabbricazione dei cerini.
Dall'Italia, nel frattempo, inviava schizzi, disegni, macchinari e tutte le istruzioni necessarie per il nuovo impianto. Cinque mesi dopo, a Barracas del Sud, la nuova fabbrica Dellachà era in pieno esercizio, sotto la direzione di un altro fratello, Gaetano, tenente colonnello, direttore d'artiglieria del primo dipartimento di Genova. Là si fabbricavano i cerini che non potevano essere importati dall'Italia e là si inviavano le eleganti scatolette (170 000 al giorno ne venivano fabbricate), non colpite dalla legge.
La mentalità industriale di Ambrogio Dellachà si basava su due pilastri fondamentali: la perfezione del prodotto e la sollecitudine verso gli operai. L'uno era il corollario dell'altro. Egli sosteneva che per vincere la concorrenza straniera non si doveva adoperare la viltà del prezzo, bensì la superiorità del prodotto; per convincere i mercati non bisognava quindi abbassare il prezzo, ma offrire un prodotto sempre migliore.
Frattanto gli imperi del Giappone e della Cina, le colonie inglesi come l'Australia accoglievano la mercanzia del Dellachà a preferenza di quella inglese. Nella Turchia europea e asiatica, in Egitto, nella colonia eritrea non si conoscevano che i cerini della sua ditta, la cui produzione sempre crescente raggiunse le 360 000 scatole impacchettate, imballate e vendute al giorno. La tassa governativa pagata nell'anno 1896 per il consumo nell'interno del Regno raggiunse l'importante cifra di 940 000 lire, cioè la settima parte della complessiva tassa incassata dal Governo. Nello stabilimento fu organizzata una sezione speciale meccanica: vi lavoravano dodici operai diretti da un ingegnere alla costruzione di macchine, sia per la confezione di scatole come per la preparazione del cerino. Lo stabilimento fornì anche il completo macchinario a diverse fabbriche che si sono impiantate in quegli anni nel Messico e in Venezuela, paesi con i quali la ditta aveva interessi diretti per la fornitura di diverse materie di prima necessità e soprattutto di scatole vuote in fototipia, la vera specialità della ditta.

## Altre attività
Ambrogio Dellachà fu inoltre Membro del Consiglio di amministrazione della The Cape Asbestos Company Limited (Londra); Vice Presidente del Consiglio d'Amministrazione della Compagnie Française des Allumettes pour la Colombie (Parigi); Membro della Società di Navigazione Lloyd Italiano (Roma); Membro del Consiglio d'Amministrazione della Società Italiana per l'Industria dello zucchero indigeno (Roma); presidente del Consiglio d'Amministrazione delle Ferriere Piemontesi (già Vandel, Torino); Presidente del Comitato di Sorveglianza della Società di Assicurazioni Marittime La Savoia (Torino); Vice presidente della Società Fabbriche Riunite dei Fiammiferi (Milano). Innumerevoli le sue opere di beneficenza; al suo nome si intitolarono molti istituti ai quali fu particolarmente devoto, fra cui spicca la donazione nel 1910 alla città di Moncalieri del grande ospedale di Santa Croce. Egli su un terreno appositamente acquistato nel 1905, a partire dall'agosto 1906 fece costruire un grande fabbricato di 2 200 m² e altri di servizio. L'edificio principale, di tre piani e un sotterraneo per i locali tecnici, ha una lunghezza di 64 metri. Nel giorno dell'inaugurazione fu letto un telegramma del presidente del consiglio dei ministri Luigi Luzzatti. Questi, avendo segnalato l'iniziativa di Dellachà a Vittorio Emanuele III, poté con soddisfazione annunciare che il re «volle dimostrare l'alto suo compiacimento per l'atto munifico nominando il Comm. Dellachà grande ufficiale della Corona d'Italia e conferendo ai figli di lui Giuseppe e Camillo, che ne secondarono la generosa iniziativa, la Croce di Cavaliere nell'Ordine stesso».

## Riconoscimenti
- Fiera mondiale di Vienna 1873, Grande medaglia al progresso.
- Esposizione centennale delle arti, della manifattura e dei prodotti del suolo e delle miniere di Filadelfia (1876), Grande medaglia al merito. La più alta ricompensa per la fabbricazione dei cerini.
- Esposizione nazionale italiana del 1881, Grande medaglia all'industria.
- Nizza, 1883, Grande medaglia al merito.
- Ministero della Salute, 1884, Medaglia d'oro «per gli opportuni e bene intesi provvedimenti a tutelare la salute e la vita degli operai»
- Paraná, 1884, Medaglia d'oro.
- Esposizione generale italiana del 1884, Diploma d'onore e Medaglia d'oro.
- Roma, 1885, Medaglia d'oro al progresso dal Ministero di Industria e Commercio nello stabilimento a tutela della salute e vita degli operai.
- Mendoza, 1885, Medaglia d'oro.
- Buenos Aires, 1886, Medaglia d'oro e Diploma d'onore.
- Il Cairo, 1895, Medaglia d'oro e Diploma d'onore.
- Suez, 1897, Medaglia d'oro.